# Lawrence Cannon

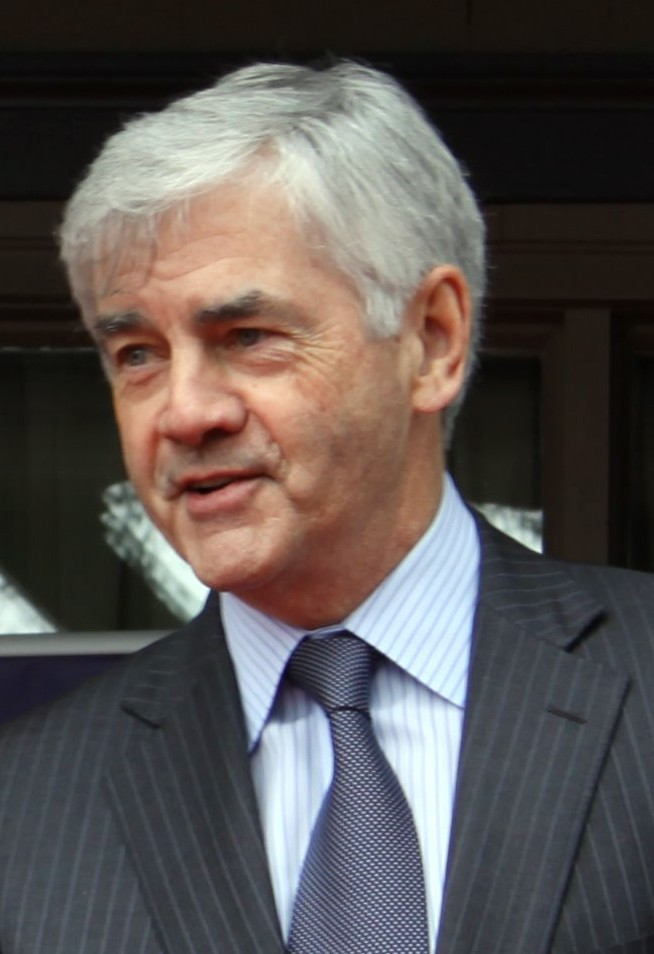
Lawrence Cannon (29. März 2010)

Lawrence Cannon PC (* 6. Dezember 1947 in Québec, Québec) ist ein kanadischer Politiker der Konservativen Partei Kanadas und ehemaliger Außenminister.

## Leben

### Abstammung, Studium und berufliche Laufbahn
Cannon, dessen Vater ein Rechtsanwalt irischer Abstammung war, stammte sowohl väterlicherseits als auch mütterlicherseits aus einflussreichen politischen Familien aus Québec: Bereits sein Urgroßvater William Power war von 1902 bis 1908 sowie von 1911 bis 1917 Mitglied des Kanadischen Unterhauses gewesen, ebenso wie sein Großvater Lucien Cannon, der langjähriges Unterhausmitglied, Solicitor General von Kanada und Richter am Obersten Gerichtshof von Québec war. Sein Großvater mütterlicherseits, Charles Gavan Power, war nicht nur über fünfzig Jahre lang Unterhausabgeordneter und Senator gewesen, sondern auch mehrfach Minister. Darüber hinaus gehörten auch seine beiden Onkel Charles-Arthur Cannon und Francis Gavon Power dem Unterhaus als Mitglied an. Ferner waren seine Großonkel Joseph Ignatius Power, Lawrence Arthur Cannon und William Gerard Power langjährige Mitglieder der Nationalversammlung von Québec. Der Richter am Obersten Gerichtshof von Kanada, Lawrence Arthur Dumoulin Cannon war ebenfalls ein Großonkel von ihm.
Er selbst studierte nach dem Schulbesuch zunächst Politikwissenschaft an der Universität Montreal und schloss dieses Studium 1971 mit einem Bachelor of Arts (B.A. Political Science) ab. Ein weiteres postgraduales Studium im Fach Management an der Universität Laval in Québec beendete er 1979 mit einem Master of Business Administration (M.B.A.). Im Anschluss war er in der Privatwirtschaft tätig und zunächst zwischen 1979 und 1981 Analyst bei der Société de Développement Industriel, ehe er von 1981 bis 1985 Präsident und Generaldirektor des Unternehmens Les Radiateurs Roy Itée war.

### Politische Laufbahn
Seine politische Laufbahn begann Cannon 1985 in der Parti libéral du Québec mit der Wahl zum Mitglied der Nationalversammlung von Québec, in der er bis 1994 den Wahlkreis La Peltrie vertrat. Während dieser Zeit wurde er 1990 von Robert Bourassa, dem Premierminister von Québec, zum Kommunikationsminister von Québec berufen und übte dieses Amt bis 1994 aus. 2001 wurde er außerdem Mitglied des Stadtrates von Gatineau und gehörte diesem seither an.
Nach seinem Eintritt in die Konservative Partei Kanadas wurde Cannon bei der Wahl vom 23. Januar 2006 zum Mitglied des Kanadischen Unterhauses gewählt und vertrat in diesem den Wahlkreis Pontiac. Unmittelbar nach der Wahl berief ihn Premierminister Stephen Harper als Minister für Transport Canada, Infrastruktur und Gemeinden in sein Kabinett. Nach einer Kabinettsumbildung übernahm Cannon schließlich am 30. Oktober 2008 von David Emerson das Amt des Außenministers. Bei der Unterhauswahl 2011 unterlag er dem NDP-Kandidaten Mathieu Ravignat.